# FS E.551
Die Baureihe E.551 war eine Elektrolokomotivbaureihe der staatlichen italienischen Eisenbahn Ferrovie dello Stato. Sie wurde auf dem oberitalienischen Drehstromnetz besonders im Güterzugdienst eingesetzt. Die Lokomotiven waren auf allen Strecken des oberitalienischen Drehstromnetz eingesetzt. Für den Einsatz im Reisezugdienst besaßen sie einen Heizkessel.

## Geschichte
Die Lokomotive entstand als Weiterentwicklung der FS E.550 bei verschiedenen Firmen einige Jahre nach dem Ersten Weltkrieg. In der Zeit von 1922 bis 1925 wurden insgesamt 183 Lokomotiven in drei Serien gebaut. Nach ihrem Erscheinen eroberten die Lokomotiven die anspruchsvollen Gebirgsstrecken und verdrängten die Vorgängerbaureihe in untergeordnete Dienste. Die Lokomotiven waren auf allen anspruchsvollen Gebirgsstrecken des Landes mit Ausnahme der Brennerbahn im Einsatz. Die Lokomotiven liefen im Güter- und Reisezug- sowie Schiebe- und Vorspanndienst. Ihr großes Einsatzgebiet waren die Strecken der Italienischen Riviera, wo die Lokomotiven bis zur Umstellung des Stromsystemes auf Gleichstrom fast den gesamten Verkehr übernahmen.
Während des Zweiten Weltkriegs wurden 34 Lokomotiven durch die Kampfhandlungen zerstört. In den 1960er Jahren wurden die Lokomotiven während der Umstellung des oberitalienischen Drehstromnetzes auf Gleichstrom schrittweise ausgemustert und durch neuere Baureihen ersetzt (FS E.554). Die letzte Lokomotive wurde 1965 ausgemustert. Erhalten ist die E.551.001 in dem Eisenbahnmuseum Pietrarsa.

## Technische Beschreibung

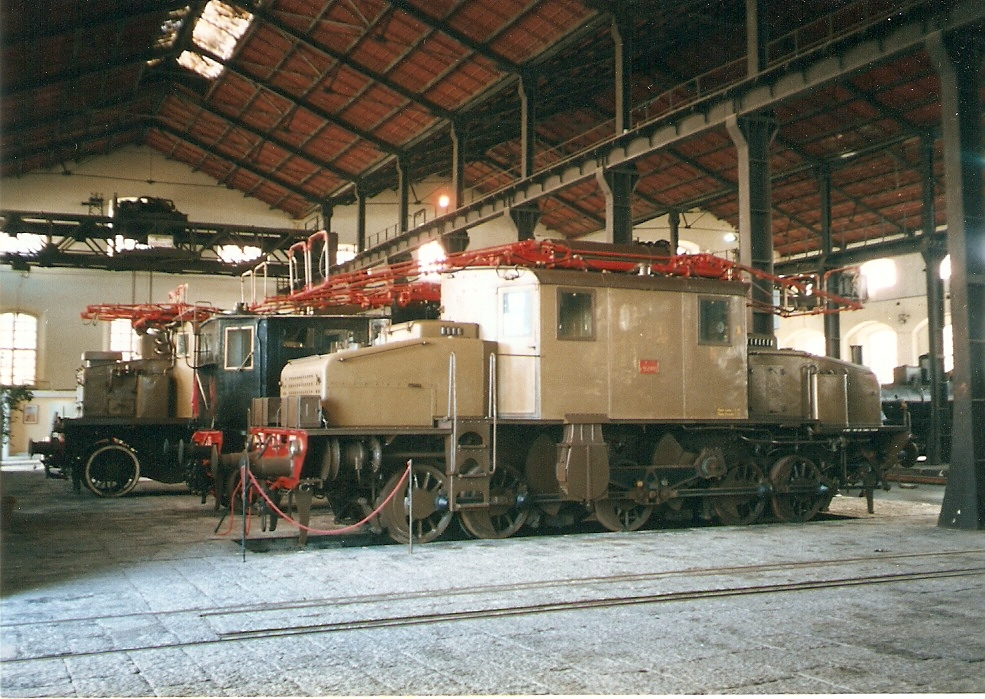
Ansicht der erhaltenen Lokomotive von der Seite

Im Wesentlichen ist die Lokomotive eine verlängerte und verstärkte Version der FS E.550. Das kann man deutlich in der Seitenansicht sehen. Auf Fotos sind die Unterschiede etwas weniger deutlich auszumachen, da beide Bauarten dieselbe Grundanordnung aufweisen und mit spitz zulaufenden Führerstandsfrontseiten ausgerüstet wurden. Die Pufferbohle ist etwas anders gestaltet worden (bei der E.551 besitzt sie zwei Langlochdurchbrüche anstatt eines großen mittleren bei der FS E.550). Außerdem sind die Vorbauten länger.

### Mechanischer Teil
Die Lokomotive wurde ebenso wie die Vorgängervariante als eine fünfachsige und fünffach gekuppelte Lokomotive entwickelt. Bei ihr sind die beiden Fahrmotoren ebenso tief im Rahmen gelagert und mit der mittleren Antriebsachse über ein Dreieck verbunden. Der Abstand der folgenden Kuppelachsen ist zur Treibachse ungefähr gleich. Lediglich die Länge über Puffer und damit die beidseitigen Überhänge sind bei der E.551 etwas größer. Die Endachsen sind für einen guten Bogenlauf seitenverschiebbar ausgeführt, so dass die Lokomotiven einen festen Achsstand von 4100 mm haben. Für einen ruhigen Fahrzeuglauf besaßen sämtliche Räder einen guten Massenausgleich. Die Kurbelzapfen waren wie bei Dampflokomotiven in einem Winkel von 90° angelegt.
Als Bremse besaß die Lokomotive eine Indirekte Bremse als Zugbremse, eine Direkte Bremse als Zusatzbremse sowie eine Handbremse. Die für die Bremse benötigte Druckluft wurde hauptsächlich von Achskompressoren während der Fahrt erzeugt. Diese Achskompressoren wurden von einem Hilfsgestänge der Kuppelräder angetrieben. Für die Lufterzeugung während des Stillstandes besaßen die Lokomotiven auch einen kleinen elektrischen Luftkompressor.

### Elektrischer Teil
Der elektrische Teil der Lokomotive wurde aus den beiden Fahrmotoren, dem Schaltwerk und der Widerstandssteuerung mit dem Flüssigkeitsanlasser gebildet.
Der von der Fahrleitung übernommene Drehstrom wurde mit dem optimalen Leistungsfaktor den Fahrmotoren zum Antrieb übergeben. Die Lokomotive arbeitete in den beiden Geschwindigkeitsstufen 25 km/h und 50 km/h. Bei 25 km/h arbeiteten die beiden Motoren in Reihenschaltung bei 50 km/h in Parallelschaltung. Die Leistung der Lokomotiven betrug in der Geschwindigkeitsstufe 25 km/h 860 kW, in der Geschwindigkeitsstufe 50 km/h 2000 kW. Zwischen den zwei Dauerfahrstufen diente der Flüssigkeitsanlasser als sogenannter Beschleuniger. Die Wirkungsweise des Flüssigkeitsanlassers und die Steuerung der Lokomotive geschah wie bei der E 550.
Ursprünglich war die Lokomotive mit einem kleinen Heizkessel für die Beheizung des Wagenzuges ausgestattet. Wegen seiner schwachen Leistung wurde die Lokomotive ab 1925 allmählich mit einem ölgefeuerten Heizkessel ausgerüstet. Nach einer Reihe schwerer Unfälle wurde der Hauptschalter, bei denen es wegen Überspannungen zu Explosionen mit tödlichem Ausgang durch das ausspritzende heiße Öl kam, bei den Lokomotiven vom Maschinenraum auf den Vorbau mit einem Hilfsschrank verlegt. Diese Umbaumaßnahmen wurden ab 1930 durchgeführt. Bei etwa 120 Lokomotiven wurde diese Umbaumaßnahme ausgeführt.

### Ausrüstung der Lokomotiven mit Vielfachsteuerung
Die größten Umbaumaßnahmen bei den Lokomotiven betrafen jedoch die Ausrüstung mit der Vielfachsteuerung Comando multiplo. Nachdem dieses System bei den Lokomotiven der Reihe FS E.554 mit dem System Ligure zur Serienreife gebracht wurde, rüstete man im Depot Savona auch die Lokomotiven E.551.105 sowie E.551.111 mit diesem System aus. Voraussetzung für die reibungslose Arbeit dieses Systems war die pneumatische Steuerung des Flüssigkeitsanlassers. Später wurden noch die Lokomotiven E.551.010, E.551.081, E.551.090 und E.551.098 damit ausgerüstet. Diese Lokomotiven verkehrten bis zum Ende des oberitalienischen Drehstrombetriebes auf der Strecke von Savona nach Ceva.